# Neocoridolon borgmeieri
Neocoridolon borgmeieri is een keversoort uit de familie boktorren (Cerambycidae). De wetenschappelijke naam van de soort is voor het eerst geldig gepubliceerd in 1930 door Melzer.